# هضمونية سوداء
هضمونية سوداء (الاسم العلمي: Peptococcus niger) هي نوع من البكتيريا تتبع جنس الهضمونية من فصيلة الهضمونيات.